# 裕融企業
裕融企業（全名：裕融企業股份有限公司，英文：Yulon Finance Co., Ltd.）是一家台灣的融資公司，屬於裕隆集團旗下一員，於1990年4月成立。股票代號：9941。

## 外部連結
- 裕融企業